# Frontera entre Guinea Bissau i Guinea
La frontera entre Guinea Bissau i Guinea és una línia de 386 km d'extensió, sentit nord-sud, que separa l'est de Guinea Bissau del territori de Guinea. Al nord s'inicia un trifini Guinea/Guinea Bissau/Senegal, que va cap al sud-oest, passa per les proximitats de Gabú i Madina do Boé a Bissau e va cap al litoral de l'oceà Atlàntic. Separa la regió de Gabú de Bissau de la regió de Boké de Guinea, planura de Fouta Djalon.
Les dues nacions foren explorades inicialment per Portugal en el segle xvi. La Guinea es convertí en colònia francesa en 1890 i va obtenir la independència el 1958. Guinea Bissau esdevingué colònia portuguesa fins que es va independitzar el 1974, juntament amb Cap Verd. La frontera data de la transferència de la Guinea de Portugal a França el 1890.